# Moominia willii
Moominia willii – gatunek lądowego ślimaka z rzędu Littorinimorpha i rodziny Pomatiopsidae, jedyny z monotypowego rodzaju Moominia.

## Taksonomia
Rodzaj i gatunek typowy po raz pierwszy zostały opisane w 2003 roku przez Justina Gerlacha na łamach pisma „Phelsuma”. Jako lokalizację typową wskazano Gratte Fesse na wyspie Silhouette w archipelagu Seszeli. Nazwa rodzajowa pochodzi od muminków – fikcyjnych stworzeń z twórczości Tove Jansson. Epitet gatunkowy nadano na cześć Johanny Willi, która odłowiła materiał typowy.

## Morfologia
Ślimak o ubarwieniu szarym z białymi łatami gruczołowymi za oczami i po lewej stronie za tylną granicą płaszcza oraz z czarną przepaską za krawędzią płaszcza. Oczy są siedzące, zaś czułki długie. Tarka ma jedną parę zębów bocznych z dziesięcioma grzebieniastymi guzkami, dwie pary zębów krawędziowych z pięcioma guzkami i pojedynczy ząb środkowy z trzema guzkami i czterema ząbkami nasadowymi. Zmarszczka ponad nogą jest bardzo dobrze wykształcona. Prącie jest wydłużone, w części końcowej rozszerzone i opatrzone brodawkami o wyraźnie wyniesionych gruczołach.
Muszla ma od 2,5 do 4,6 mm średnicy i od 1,6 do 3,5 mm wysokości; jest ciemnorogowa, prześwitująca, stożkowatego kształtu, złożona z od trzech do pięciu skrętów. Szczyt muszli jest stępiony. Protokoncha ma półtora gładkiego skrętu. Wzdłuż kila i wokół wrzeciona biegnie wyniesione żebro. Linie wzrostu oddzielają po dwa delikatne, regularne żeberka promieniste. Wrzeciono jest u postawy kątowo zagięte. Dołek osiowy otwarty. Prześwitujące wieczko ma rogowe zabarwienie.

## Ekologia i występowanie
Mięczak lądowy, endemiczny dla Seszeli, znany tylko z wyspy Silhouette. Bytuje na drzewach z gatunku Martellidendron hornei; nie znaleziono go na rosnących w podobnym siedlisku drzewach Pandanus sechellarum.